# Pendolino Sm6
L'Allegro est un train à grande vitesse reliant Helsinki en Finlande à Saint-Pétersbourg en Russie mis en service le 12 décembre 2010, et exploité par Karelian Trains.

## Historique
À la suite de la constitution de la compagnie Karelian Trains le 31 octobre 2006, coentreprise entre les Chemins de fer finlandais VR-Yhtymä Oy et les Chemins de fer russes RŽhD, une commande de quatre rames Pendolino Sm6 a été passée le 28 août 2007. Ces rames ont été fabriquées dans l'ex-usine de Fiat Ferroviaria de Savillan, au sud de Turin, en Italie. Les travaux sur la ligne pour permettre la circulation et la pendulation des rames italiennes ont aussitôt débuté. La première rame a quitté le port italien de Vado Ligure le 20 décembre 2009. Les autres rames ont été livrées en début d'année 2010 et mises en service régulier le 12 décembre 2010. La présidente finlandaise Tarja Halonen et le premier ministre russe Vladimir Poutine ont fait ensemble le voyage inaugural.

## Caractéristiques

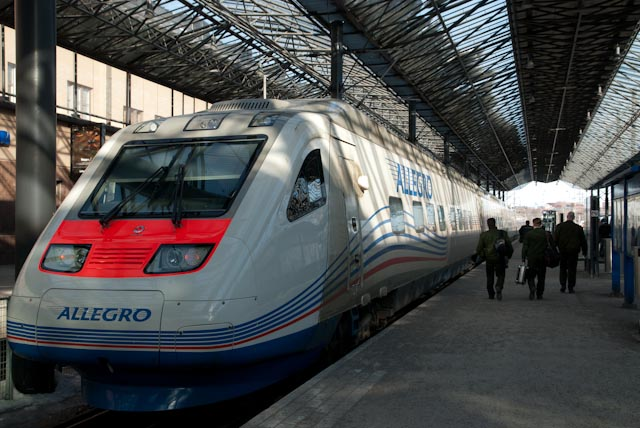
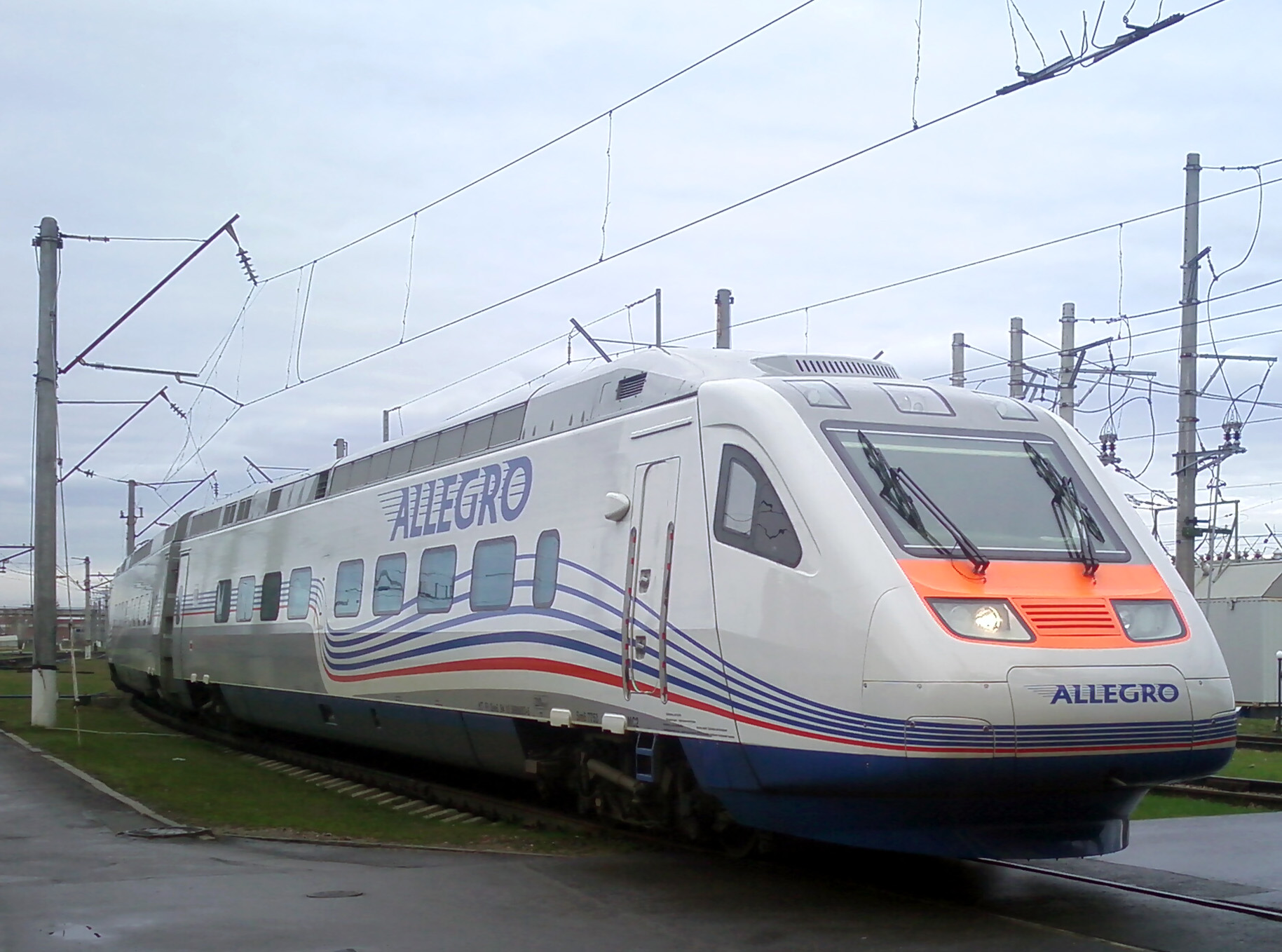
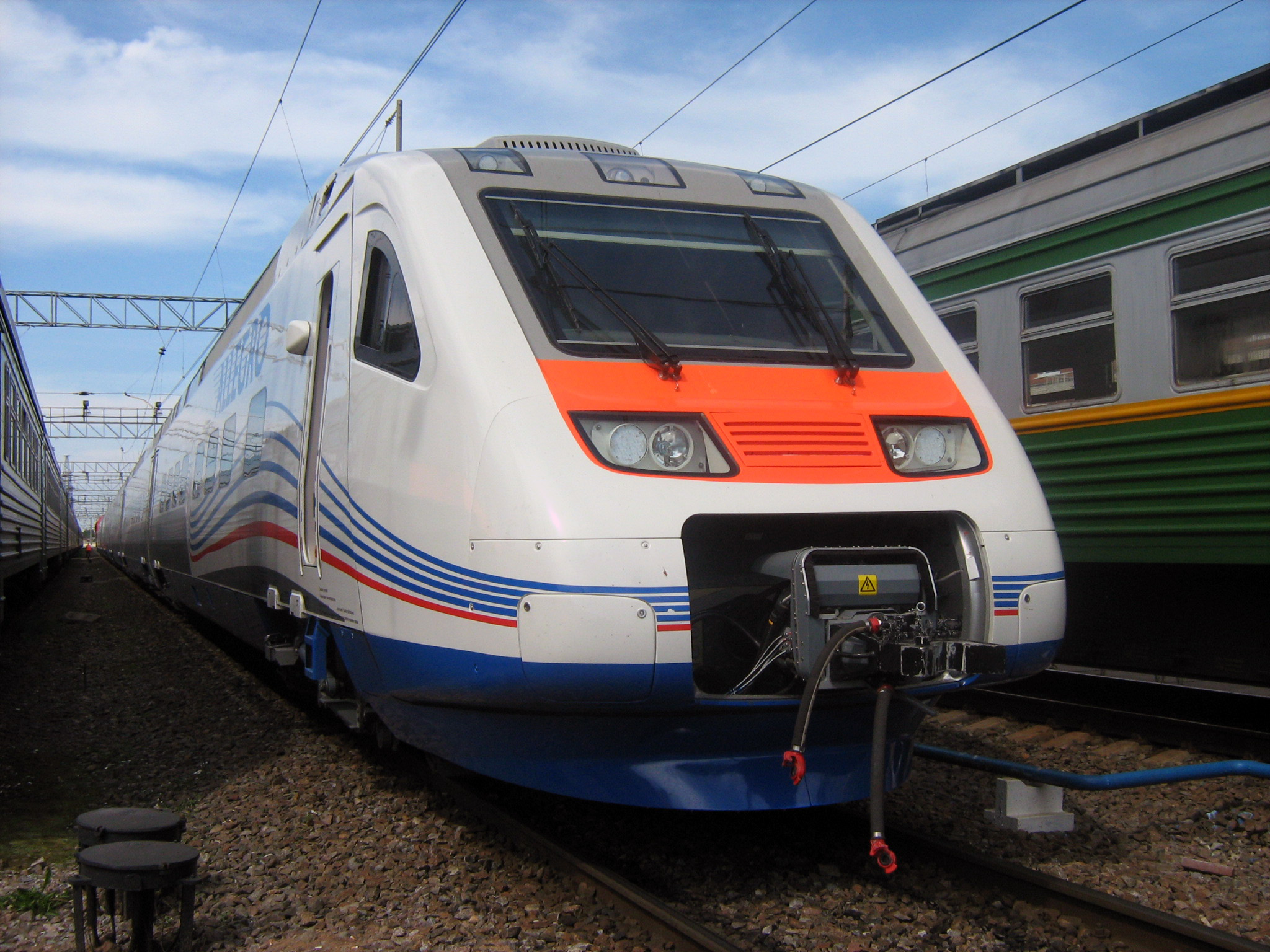
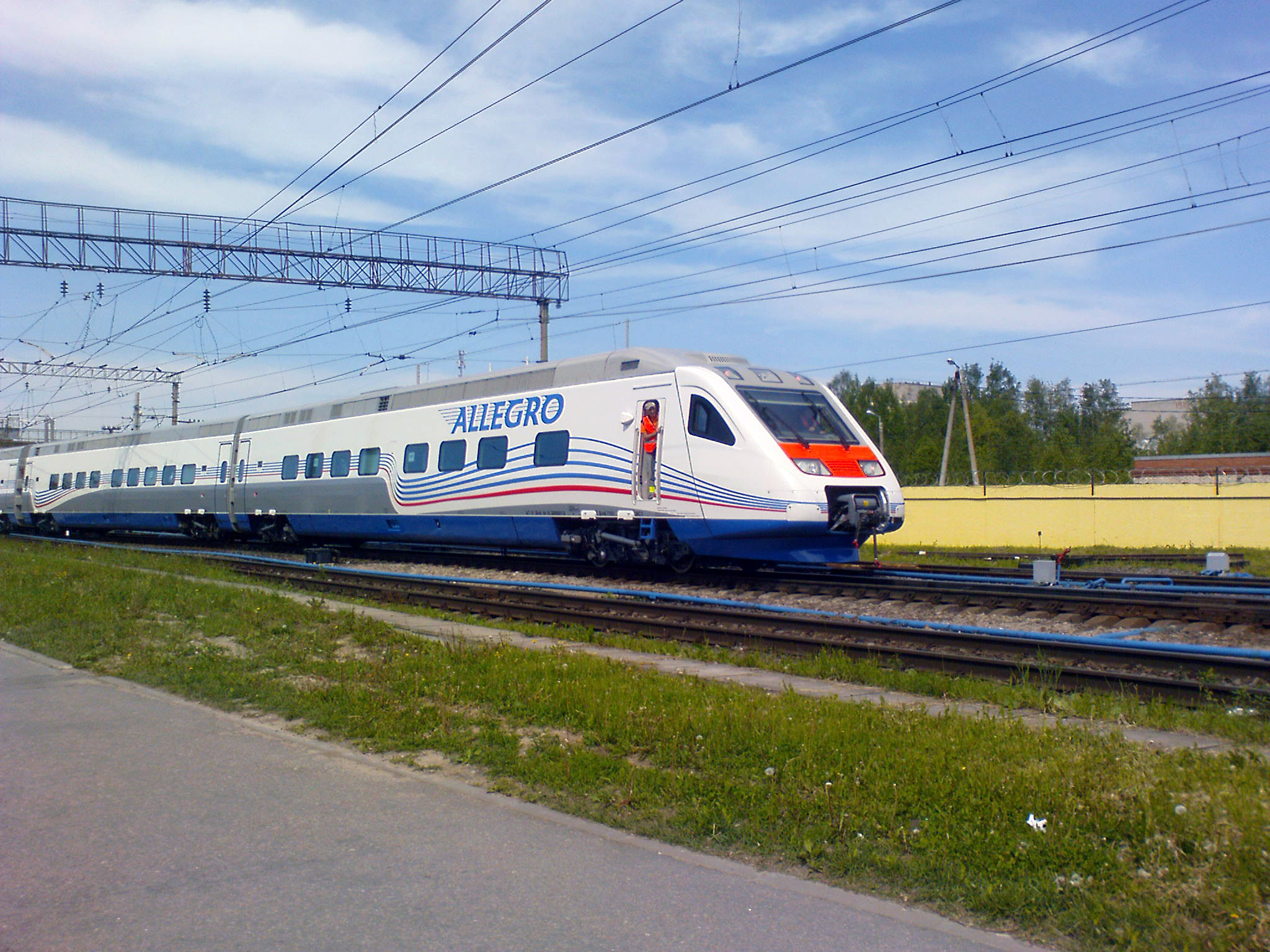
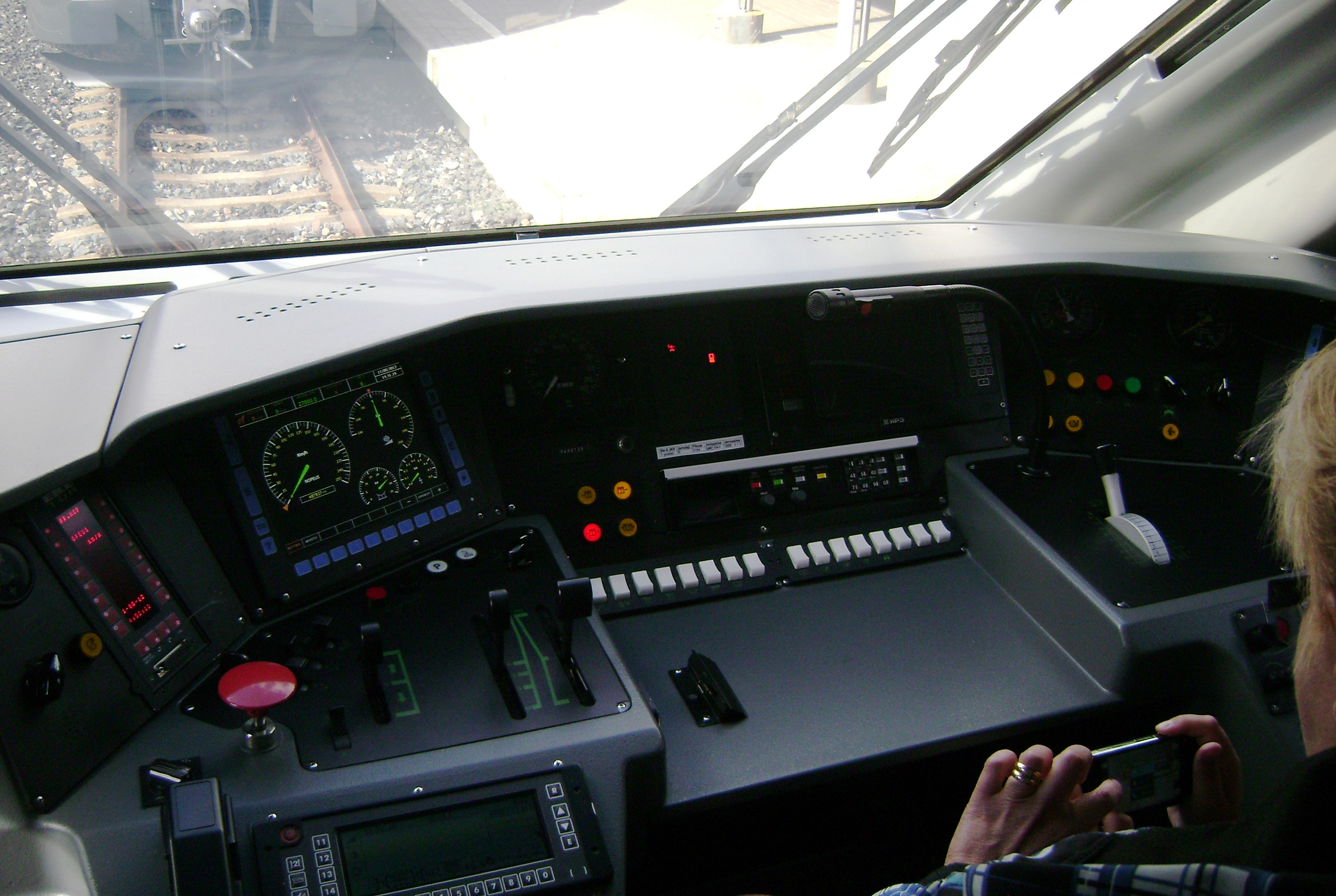
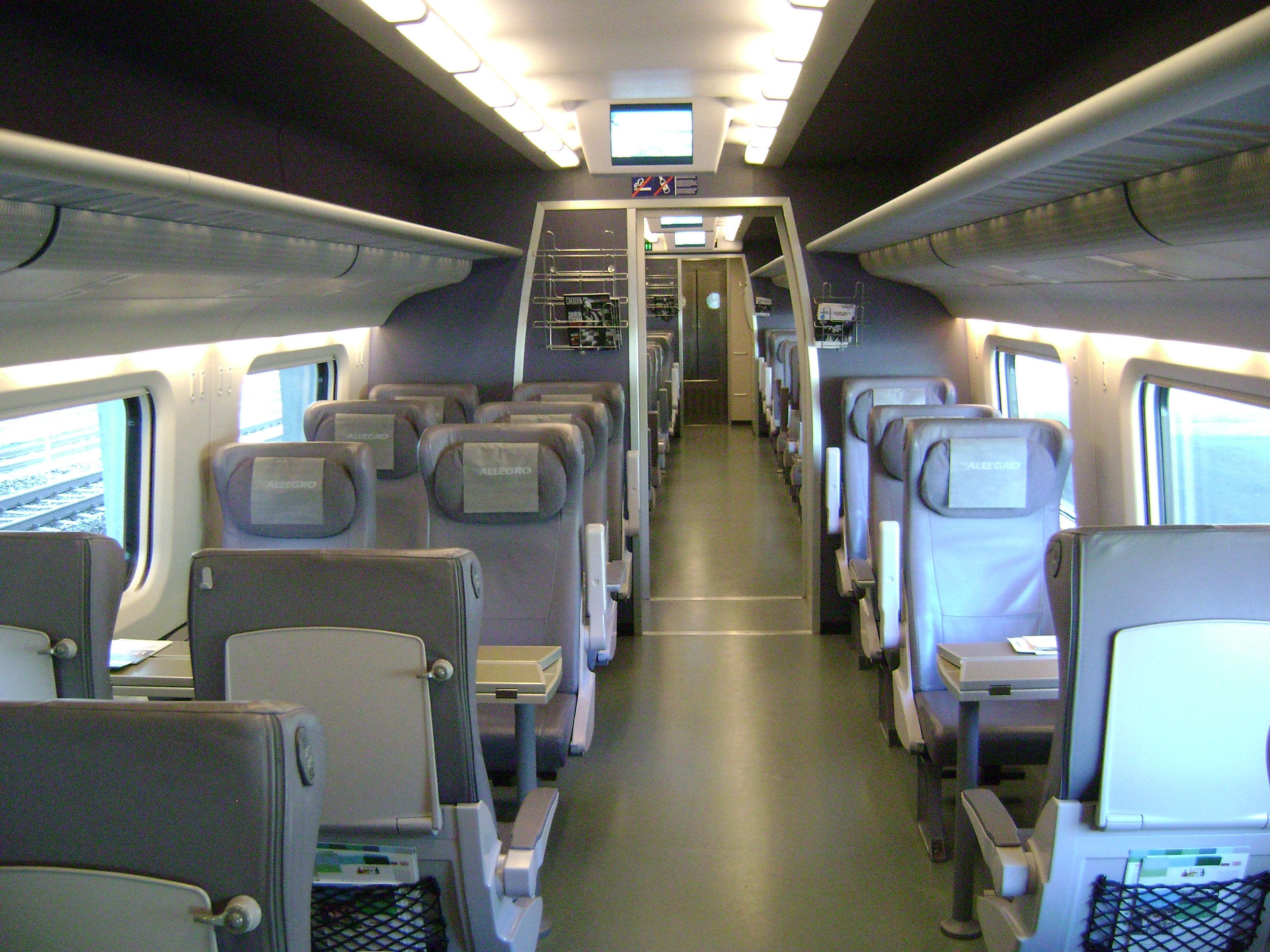
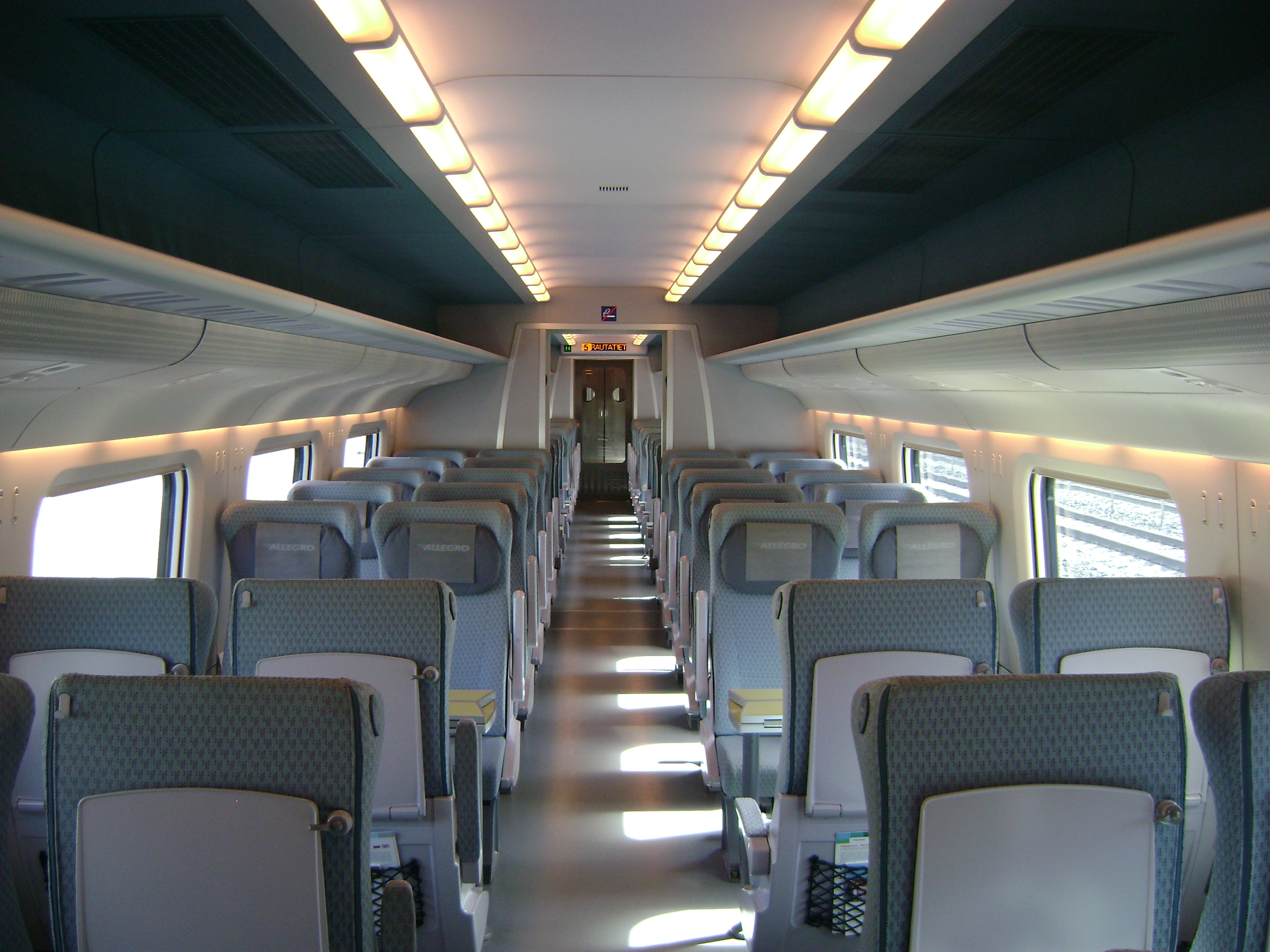
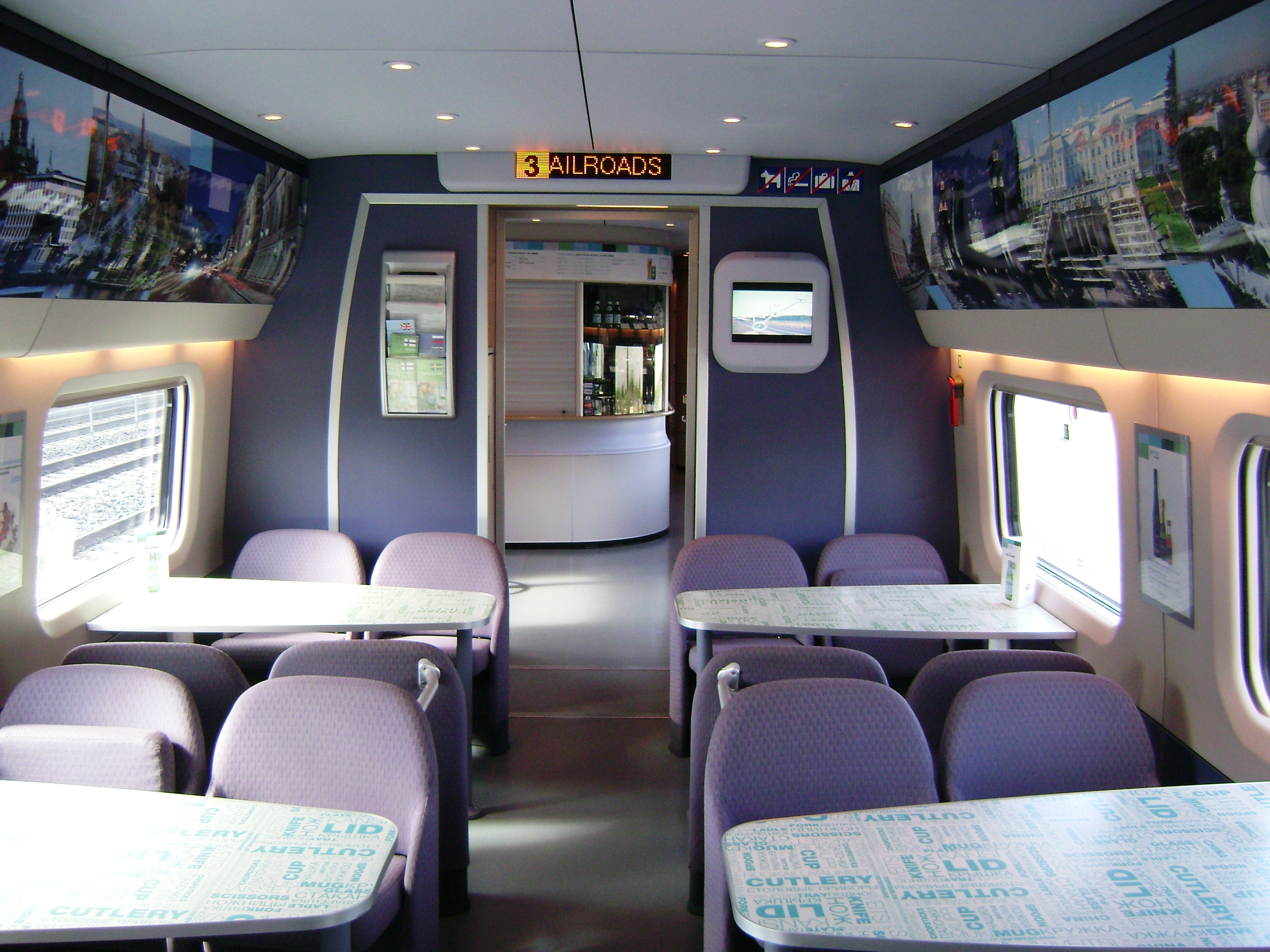
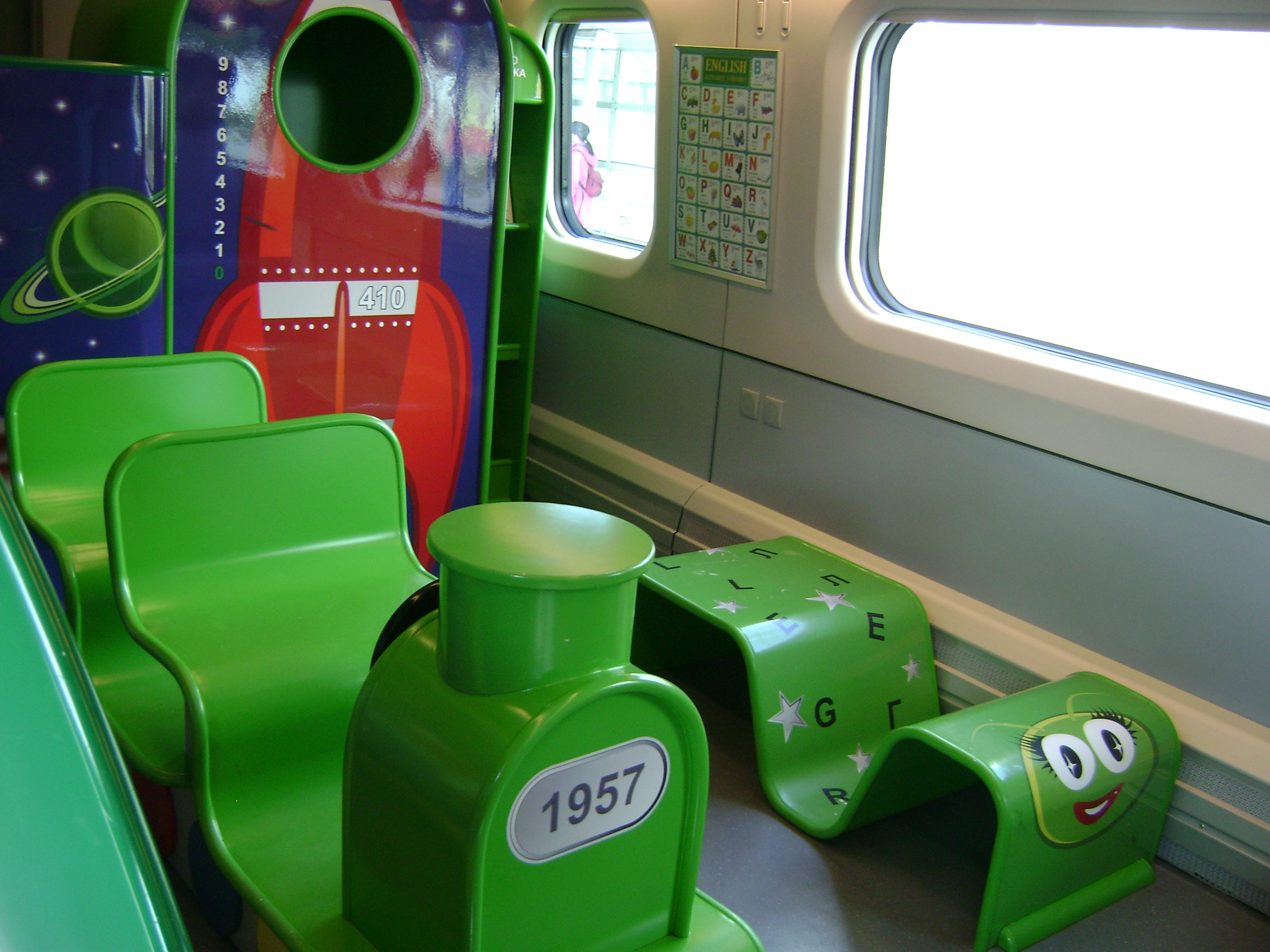
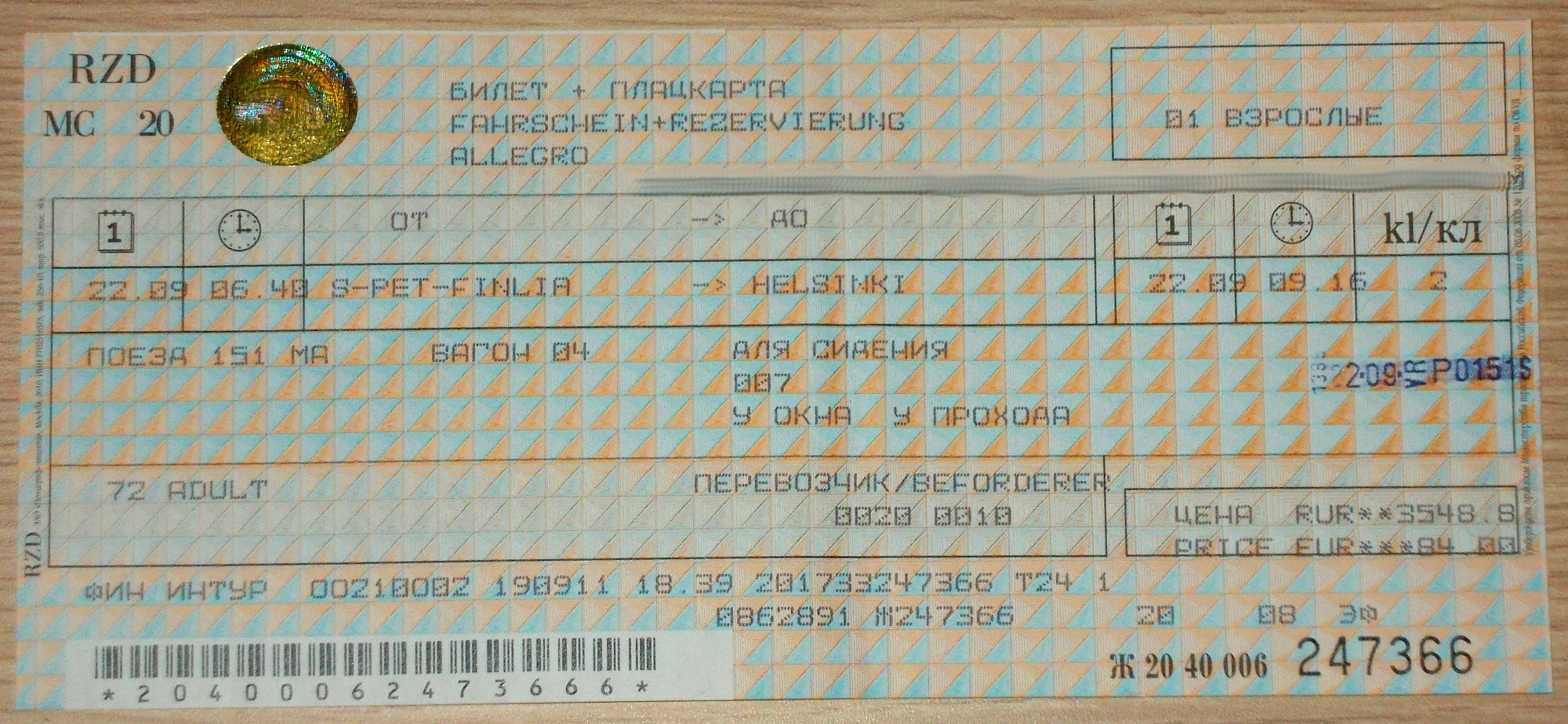

Le service Allegro est assuré par quatre rames Sm6 dérivées des Pendolino Sm3 déjà en service en Finlande. Ces rames sont homologués pour rouler sur les réseaux finlandais et russes. Les essieux sont adaptés pour rouler à plus de 200 km/h sur l'écartement de voie finlandais de 1 524 mm et sur l'écartement russe de 1 520 mm.
À la différence des Pendolino Sm3, dérivés des ETR 460 de 1993 produits par Fiat Ferroviaria équipés de bogies hydrauliques, le Pendolino Sm6 est équipé de bogies pneumatiques.
Comme les Sm3, le Sm6 "Allegro" ne peut rouler à sa vitesse maximale mais est limité à 220 km/h ce qui ramène tout de même la durée du parcours de 450 km entre les deux villes de cinq heures et demie à trois heures et demie. Le temps de parcours est depuis 2011 de 3h36.
Chaque rame comporte sept voitures qui offrent un total de 352 sièges, y compris une section de la classe affaires. Les contrôles douaniers et des passeports sont effectués à bord, dans une voiture dédiée.
Les portes sont équipées avec des marches rétractables pour s'adapter aux hauteurs de quais de 550 mm en Finlande et de 1 100 mm en Russie.
Cette liaison transfrontalière nécessite l'utilisation de matériel bi-courant pour recevoir une alimentation électrique de 25 kV/50 Hz en Finlande et 3 kV/CC en Russie. Les trains sont équipés des systèmes de sécurité et de signalisation adaptés aux normes en vigueur sur les réseaux finlandais et russes. La vitesse de pointe est limitée à 220 km/h.